# 신병 (드라마)
Genie TV의 오리지널 콘텐츠 시리즈 가운데 《신병(영어: Recruit)》은 대한민국의 ENA에서 2022년 7월 23일부터 10부작 TV 시리즈 작품으로 방송하였었던, TV 밀리터리 코미디 드라마 작품이다.
해당 작품의 스트리밍은 올레 TV 및 Seezn을 통해 공개된다. 장삐쭈 유튜브 채널의 동명 애니메이션 시리즈를 실사화한 작품이다.

## 배역

### 대대 및 중대
- 김지석 : 중대장 오승윤 대위 역 (시즌 2기)

- 김민호 : 박민석 이병 역

- 남태우 : 분대장 최일구 상병 역

- 이정현 : 강찬석 상병 역

- 이충구 : 김상훈 일병 역

- 전승훈 : 임다혜 이병 역

- 장성범 : 김동우 일병 역

- 차영남 : 심진우 병장 역

- 이상진 : 소대장 오석진 소위 역

- 강효승 : 차병호 이병 역

- 장영준 : 김경태 상병 역

- 김현규 : 성윤모 이병 역

- 오용 : 행보관 박재수 상사 역

- 신담수 : 중대장 지호진 대위 역 (시즌 1기)

- 조승연 : 대대장 남중범 중령 역

- 노성은 : 지정민 이병 역

- 김태오 : 김정현 병장 역

- 조진세 : 노희정 일병 역

- 송시후 : 최갑영 상병 역

- 김희수 : 최병남 상병 역

### 노희정 일등병 관련
노희정 일등병의 외가 친척
- 윤시현 : 정상민 역

노희정 일병의 외가친척 동갑내기 외종사촌 형이자, 같은 광한농공업전문대학 다른 학과 입학 동기동창 친구. 아버지는 정공희(조부 정주한의 장남)이고 형은 정상표.
- 최범호 : 상민이 셋째 삼촌 정낙희 강사 역

노희정 일병의 동복 막내 외숙부. 강원 춘천 소재 《태극 중고등보습학원》의 수학 강사. 둘째형은 정판희. 아버지는 정주한.
- 정요숙 : 상민이 고모 정은솔 강사 역

노희정 일병의 동복 막내 이모. 강원 강릉 소재 《더핫클래스 영어 학원》의 강사. 아버지는 정주한. 큰언니는 정혜은(노희정의 엄마이고, 배우자는 노수국). 둘째언니는 정재덕.
- 김건호 : 상민이 할아버지 정주한 역

노희정 일병의 외갓댁 외할아버지. 강원 영월 지역의 《농사꾼계의 재벌》이라는 소리를 듣고 자란 그는 첫 부인 상배 후 오임숙과 재혼. 슬하 4남 4녀 중 늘그막에 왈가닥 막내딸 정다정 득녀.
- 조경숙 : 상민이 새할머니 오임숙 역

노희정 일병의 외갓댁 새외할머니. 정주한의 재혼 계배 부인. 그야말로 이름하여 다정 엄마.
- 이병훈 : 다정이 막내 오빠 정병희 역

노희정 일병의 막내 배다른 외삼촌. 이름하야 상민이 막내 배다른 삼촌. 강원 원주 소재 《아로미 중고등보습학원》의 물리 강사를 접으며 그만두고, 충북 제천 소재 숭농대학교 대학원 농공학과 농학 석사 과정 재학.

### 차병호 이등병 관련
차병호 이등병의 친갓댁 형제 자매 및 친인척, 그리고 대학 선배 형님.
- 김영석 : 차반석 역

차병호 이병의 아버지. 관광의 명소 강원 철원 동아산 황성옛터 인근 《영풍장 네거리》의 여인숙 《영풍여관》의 대표 사업주. 제법 부유한 지역 향토 관광업 자산가 집안의 슬하 2남 4녀(6남매) 가운데 장남이자 둘째(소띠 60줄 남짓)로, 두살 터울의 누나가 한분 계신 그는, 막내이자 차남인 수현 아빠(병호 막내 삼촌)와는 나이 차이가 열세살 터울. 그리고 차반석 대표 그의 사촌 남동생인, 수진 아빠(병호 당숙부 - 댁내 슬하 1남 3녀 4남매 가운데 막내 외동 아들)는 차반석보다 무려 딱 열살 어림.
- 김현주 : 간문채 역

차병호 이병의 어머니. 영풍여관 안주인.
- 이연경 : 차나연 역

차병호 이병의 누나
- 김용준 : 김명진 역

차병호 이병의 자형
- 성병훈 : 차종욱 역

차병호 이병의 형
- 안재성 : 정다정 예비역 병장 역

차병호 이병의 같은 고림농과대학교 동과(농업시설설비학과)의 3년 선배 형

### 임다혜 이등병 관련
임다혜 이등병의 친가 친척, 그리고 친구.
- 남민우 : 임성민 역

임다혜 이병의 친가친척 사촌 형
- 이승민 : 윤지호 역

임다혜 이병의 같은 성일상과대학교 동과(실무상업학과)의 입학 동기동창이자 친구

### 박민석 이등병의 친가 및 직계 친척
- 최명경 : 육군 제95사단장 장성 박춘규 소장 역

박민석의 아버지. 사단장 박춘규 육군 장군. 강원 속초 소재 육군 제95사단장.
- 박정숙 : 김미숙 역

박민석의 어머니 김미숙
- 이국주 : 박춘규 사단장의 장녀 박민주 역

박민석의 큰 누나 박민주
- 김주철 : 박춘규 사단장의 맏사위 한성근 역

박민석의 맏자형 한성근
- 이수지 : 박춘규 사단장의 차녀 여군 예비역 부사관 및 전직 유격 교관 박민지 역

박민석의 작은 누나. 예비역 육군 중사 박민지.
- 김예령 : 박춘규 장군의 큰 누나 박창숙 역

박민석의 큰 고모 박창숙
- 김덕현 : 박춘규 장군의 맏자형 이진용 교수 역

박민석의 큰 고모부. 건원대학교 지역지자체행정법학과 교수 이진용.
- 김성희 : 박춘규 장군의 작은 누나 박애순 역

박민석의 작은 고모 박애순
- 조덕현 : 박춘규 장군의 둘째 자형 허태영 실장 역

박민석의 작은 고모부. 《학송 농기계공업》의 기획관리조정실 실장 허태영.
- 이재욱 : 장성 박춘규 장군의 아우 장성 박범석 예비역 육군 준장 역

박민석의 막내 삼촌. 전직 육군 제95사단 GOP 포병여단장 및 예비역 장군 박범석.
- 신승환 : 장성 박춘규 장군의 처남 영관 김재록 예비역 육군 대령 역

박민석의 외숙부. 전직 육군 제95사단 제75연대장 및 예비역 대령 김재록.

### 이외 병사들의 직계 친척 및 외척
차병호 이등병 관련 인물
- 김하연 : 지난날 강원 인제 읍내에 살던 차수현 역 - (제2회 특별출연)

차병호 이병의 친가친척 사촌 여동생 차수현. 호랑이띠 아버지와 양띠 어머니의 늦둥이 뱀띠 외동딸.
- 김다은 : 지난날 강원 홍천 읍내에 살던 차수진 역 - (제2회 특별출연)

차병호 이병의 친가친척 6촌 여동생 차수진. 부모와 띠동갑인 돼지띠 외동딸. 나이 드신 아버지와 좀 젊으신 어머니가, 서로 한바퀴 띠동갑이라, 어릴때부터 부모의 서로 윤기가 나도록 물고빠는 애정행각은 도처에서부터 보고 자랐다.
최일구 상등병 관련 인물
- 최종훈 : 최 상병의 형 최종훈 역 - (제6회 특별출연)

최일구 상병의 형 최종훈
노희정 일등병 관련 인물
- 이용주 : 상민이 막내 고모 정다정 역 - (제6회 특별출연)

노희정 일병의 막내 배다른 이모 정다정

### 그 외 병사들
기갑대대
- 한규원 : 육군 이등병 나윤철 역

## 시열대

### 등장인물

#### 주연
- 박민석  →
- 김상훈  →
- 최일구  →
- 차병호  →
- 임다혜  →
- 김동우
- 최병남
- 김경태  →
- 지호진

#### 조연
- 오석진
- 박재수
- 심진우  →
- 김정현  →
- 지정민  →
- 윤태형
- 노희정
- 최갑영
- 박춘규

#### 빌런
- 성윤모  (최종보스)
- 강찬석  (중간보스)